# Сурин, Александр Владимирович
Алекса́ндр Влади́мирович Сурин (10 декабря 1939, Москва — 13 ноября 2015, Москва) — советский и российский киноактёр, кинорежиссёр и сценарист. Заслуженный деятель искусств Российской Федерации (2000).

## Биография
Родился 10 декабря 1939 года в Москве. В 1965 году окончил режиссёрский факультет ВГИКа (мастерская Ефима Дзигана и Бориса Иванова). С 1966 года работал на киностудии «Мосфильм». Сын директора «Мосфильма» В. Н. Сурина.
Дебютировал с короткометражной лентой «Одни». Снял фильмы «Баллада о комиссаре» с Юрием Назаровым и Галиной Польских в главных ролях, «Возвращение с орбиты» с Юозасом Будрайтисом и Виталием Соломиным, «Территорию» с Донатасом Банионисом, «Сашку» с Андреем Ташковым.
Как актёр сыграл роль шофёра Степана в фильмах Андрея Кончаловского «История Аси Клячиной, которая любила, да не вышла замуж» и «Курочка Ряба».
В последние годы работал в содружестве со своей женой, сценаристом Аллой Криницыной: «Мы веселы, счастливы, талантливы!» (1986), «Поджигатели» (1988), «1000 долларов в одну сторону» (1991), «Цветы от победителей» (1999), «Внимание, говорит Москва!» (2005).
Умер 13 ноября 2015 года в Москве. Похоронен на Троекуровском кладбище (участок 25а).

## Личная жизнь
Был вторым мужем актрисы Галины Польских. Брак продлился один год. В этом браке родилась дочь Мария (1968).

## Фильмография

### Актёр
| Год  |   | Название                                                | Роль                   |
| ---- | - | ------------------------------------------------------- | ---------------------- |
| 1966 | ф | История Аси Клячиной, которая любила, да не вышла замуж | Степан                 |
| 1994 | ф | Курочка Ряба                                            | Степан, бывший муж Аси |

### Режиссёр
- 1966 — «Одни»
- 1967 — «Баллада о комиссаре»
- 1969 — «Дорога домой»
- 1971 — «Антрацит»
- 1973 — «Два дня тревоги»
- 1975 — «Страх высоты»
- 1978 — «Территория»
- 1981 — «Сашка»
- 1983 — «Возвращение с орбиты»
- 1986 — «Мы веселы, счастливы, талантливы!»
- 1988 — «Поджигатели»
- 1991 — «1000 долларов в одну сторону»
- 1992 — «Осколок «Челленджера»»
- 1998 — «Цветы от победителей»
- 2005 — «Внимание, говорит Москва!»
- 2008 — «Взрослая жизнь девчонки Полины Субботиной»